# Linda (Sängerin)

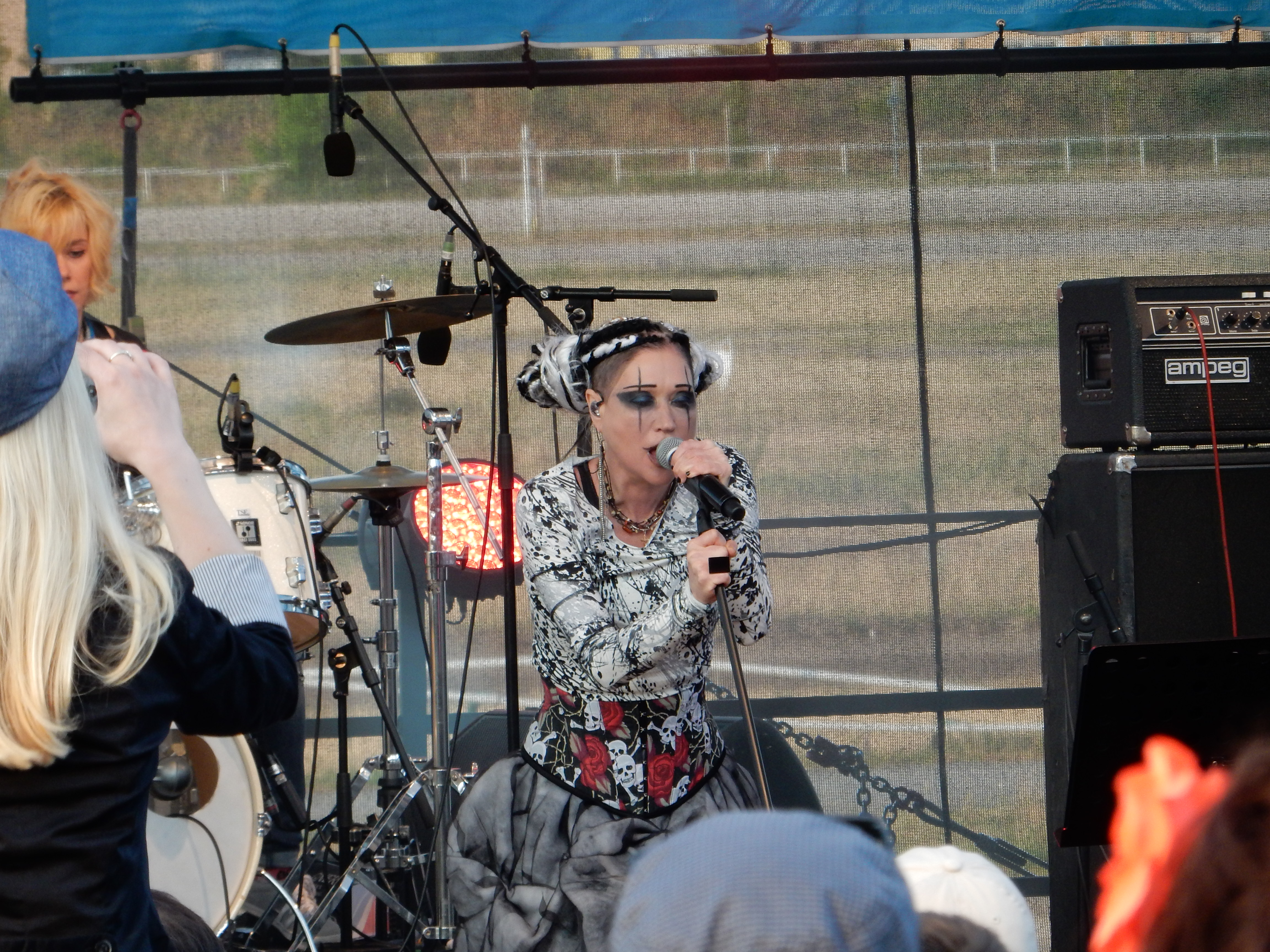
Linda bei den Deutsch-Russischen Festtagen in Berlin 2015

Linda, eigentlich Swetlana Lwowna Geiman (russisch Светлана Львовна Гейман; * 29. April 1977 in Kentau, Sowjetunion) ist eine russische Sängerin des gleichnamigen russischen Pop-Projekts. 

## Musikstil
Ihre Musik ist in Russland sehr populär (mehrere Top-Ten-Alben und -Hits) und bekannt durch ihren vor allem für Pop exzentrischen Stil. Ihre Stilrichtung bewegt sich im Bereich Elektro, Weltmusik/Ethno, Trip-Hop/-Rock, Rock. Linda wurde produziert von Maxim Fadejew, einem der bekanntesten russischen Produzenten, mit dem sie ein in Russland „geniales Tandem“ genanntes Team bildeten. Darüber hinaus schrieb Linda auch eigenständig Lieder und arbeitete mit anderen Autoren zusammen. Die erfolgreiche Künstlerin blickt auf mehrere Millionen verkaufter Platten in Russland und internationale Erfolge.

## ErfolgsalbumVorona
Das Album Vorona inkl. dem Hit-Song Ворона („Vorona“, deutsch „Die Krähe“) gilt mit mehr als 1 Mio. verkaufter CDs als Lindas kommerziell erfolgreichstes Album.
Charakteristisch für dieses im Jahr 1996 aufgenommenes Album waren exotische Musikinstrumente. In den Videoclips des Albums wurden Outfits im Stile der „Gothic-Kultur“ genommen. Auf dem Album Vorona befindet sich ebenfalls der Hit Северный ветер („Severnii Weter“, dt. „Der Nordwind“). Der Songtext und dazu gehöriger Videoclip befassen sich kritisch mit dem Thema „Nukleare Waffen“. Ein weiterer Hit ist Marihuana, der sich kritisch gegen Drogenkonsum bzw. gegen Marihuana äußert.

## Diskografie

### Alben
- 1994: Pesni Tibetskich Lam (Lieder Tibetischer Lamas, Песни Тибетских Лам)
- 1996: Vorona (Die Krähe/Ворона)
- 1999: Plazenta (Плацента)
- 2001: Srenie (Sehen, Sehvermögen / Зрение)
- 2004: AtakA (Attacke)
- 2006: AleAda
- 2008: Skor-Pioni
- 2013: Лай, @!
- 2015: Карандаши И Спички
- 2020: ДНК Мира

### Remix-Alben
- 1994: Tanzy Tibetskich Lam (Tänze Tibetischer Lamas, Танцы Тибетских Лам)
- 1997: Vorona Remix
- 2000: Embrion (right CD) (Embrio / Эмбрион правильный)
- 2000: Embrion (wrong CD) (Эмбрион неправильный)

### Kompilationen
- 1999: Beloe na belom (Weiß auf weiß/Белое на белом)
- 2005: Почти Близнецы

### Live-Alben
- 1998: Konzert (Концерт) 2 discs

### Videografie
| Jahr | Videoclip                                                             |
| ---- | --------------------------------------------------------------------- |
| 1993 | «Игра с огнём» (dt. „Spiel mit dem Feuer“)                            |
| 1994 | «Сделай так» (dt. „Mach das so“)                                      |
| 1994 | «Танец под водой» (dt. „Tanz unter dem Wasser“)                       |
| 1994 | «Мало огня» (dt. „Zu wenig Feuer“)                                    |
| 1995 | «Девочки с острыми зубками» (dt. „Mädchen mit scharfen Zähnchen“)     |
| 1995 | «Девочки с острыми зубками-2» (dt. „Mädchen mit scharfen Zähnchen 2“) |
| 1996 | «Круг от руки» (dt. „Kreis der Hand“)                                 |
| 1996 | «Ворона» (dt. „Die Krähe“)                                            |
| 1997 | «Марихуана» (dt. „Marichuana“)                                        |
| 1997 | «Северный ветер» (dt. „Nordwind“)                                     |
| 1999 | «Взгляд изнутри» (dt. „Blick von Innen“)                              |
| 1999 | «Отпусти меня» (dt. „Lass mich frei“)                                 |
| 2000 | «Изнанка света» (dt. „Falsche Seite des Lichts“)                      |
| 2001 | «Шоколад и слеза» (dt. „Schokolade und die Träne“)                    |
| 2003 | «Цепи и кольца» (dt. „Ketten und Ringe“)                              |
| 2003 | «Цепи и кольца-2» (dt. „Ketten und Ringe 2“)                          |
| 2004 | «Агония» (dt. „Agonia“)                                               |
| 2004 | «Беги» (dt. „Lauf!“)                                                  |
| 2004 | «Так кричали птицы» (dt. „So schrien die Vögel“)                      |
| 2004 | «Так кричали птицы-2» (dt. „So schrien die Vögel 2“)                  |
| 2005 | «Тай!» (dt. „Schmelze!“)                                              |
| 2005 | «Ворона» (Biopsyhoz version)(dt. „Die Krähe“)                         |
| 2006 | «Я украду!» (dt. „Ich werde klauen“)                                  |
| 2006 | «Мечена я» (dt. „Gekennzeichnete, ich“)                               |
| 2006 | «Толкай на любовь!» (dt. „Zieh auf die Liebe!“)                       |
| 2007 | «Любовь в конверте» (dt. „Liebe im Kuvert“)                           |
| 2008 | «Sкор-пионы» (dt. „Skor-pione“)                                       |
| 2008 | «Пять минут» (dt. „Fünf Minuten“)                                     |
| 2011 | «The seed»                                                            |
| 2011 | «Revolution»                                                          |
| 2011 | «Revolution Ver.2»                                                    |
| 2012 | «Марихуана» (feat. ST) (dt. „Marichuana“)                             |
| 2012 | «Мало огня» (feat. Fike & Jambazi) (dt. „Zu wenig Feuer“)             |
| 2013 | «Далеко» (feat. Найк Борзов) (dt. „Weit weg“)                         |
| 2013 | «Лай, собака!» (dt. „Bell, Hund!“)                                    |
| 2014 | «Повесь меня» (dt. „Häng mich auf“)                                   |
| 2015 | «Добрая песня» (feat. Глеб Самойлов) (dt. „Gutmütiges Lied“)          |
| 2020 | «Катацумури» (mit Noize MC)                                           |